# Dika Mem
  Dika Mem    (París, 31 d'agost de 1997) es un jugador d'handbol francès que juga al FC Barcelona i a la selecció nacional francesa. Mesura 194 cm d'alçada i juga de lateral dret. Mem ha estat nomenat MVP de la Asobal a la temporada 2021/22.